# Pilothecium
Ein Pilothecium ist eine Fruchtkörperform von Pilzen aus der Unterabteilung der Agaricomycotina, deren Fruchtkörper mehr oder weniger in Hut und Stiel gegliedert ist. Auch die gestielten Fruchtkörper von Porlingen werden als Pilothecium bezeichnet. 
Die Fruchtkörper können in:
- zentral oder exzentrisch gestielte (stipilate),
- seitlich gestielte (pleurale),
- konsolenförmige (dimilate) und
- mit dem Hutscheitel am Substrat angewachsene (resupinate) Typen

unterteilt werden. Fließende Grenzen gibt es zu den effusoreflexen Fruchtkörpern (Crustothecien).

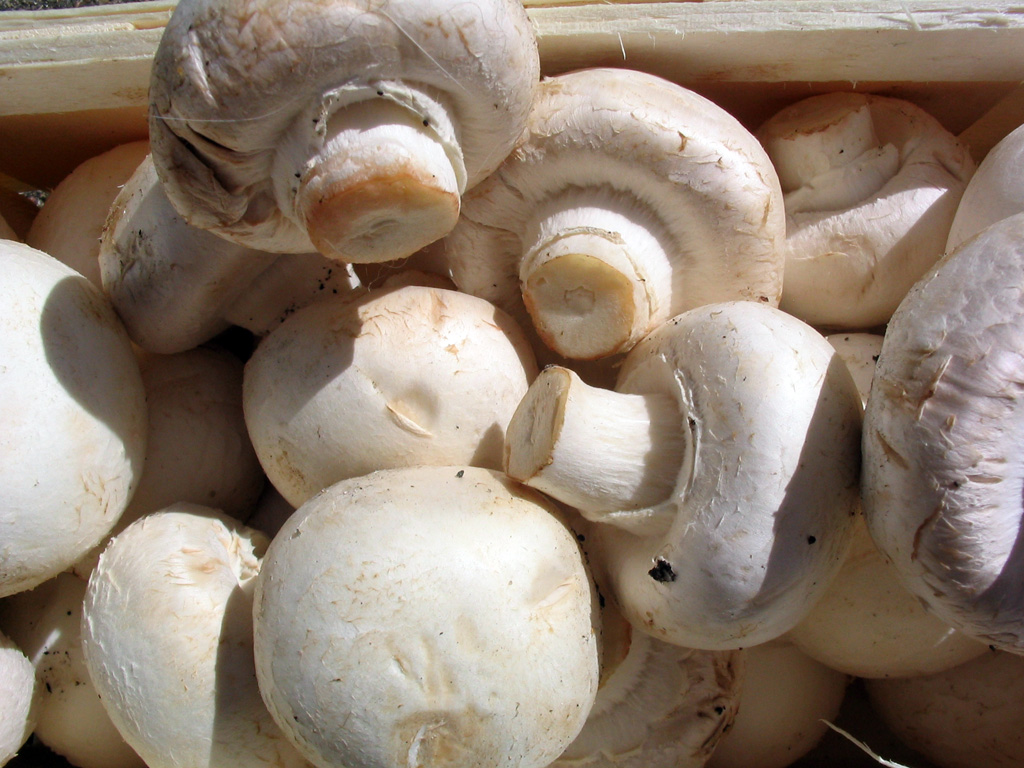
Zuchtchampignon (Agaricus bisporus) stipilater Fruchtkörper
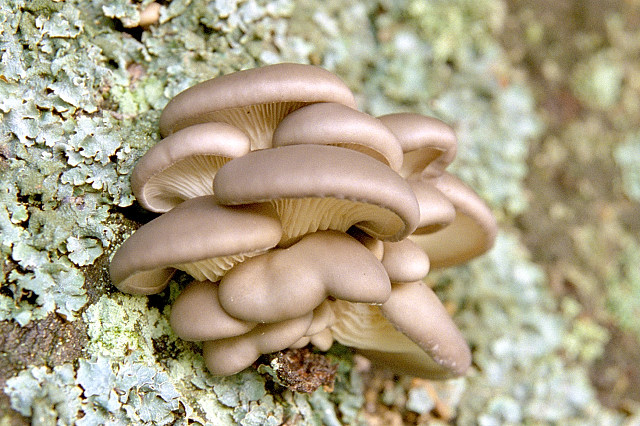
Austernseitlinge (Pleurotus ostreatus) pleuraler Fruchtkörper
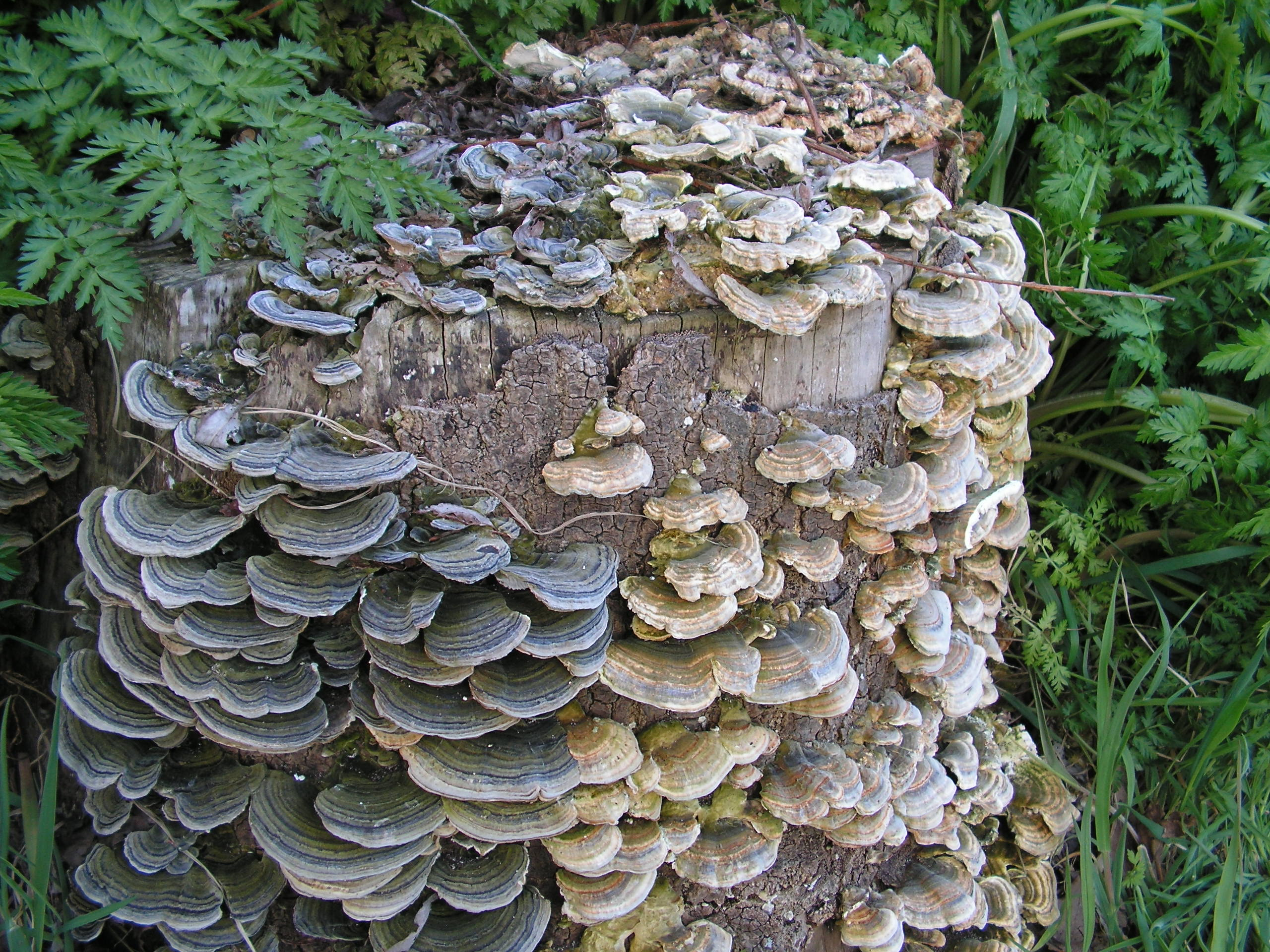
Schmetterlingstramete (Trametes versicolor) dimilater Fruchtkörper
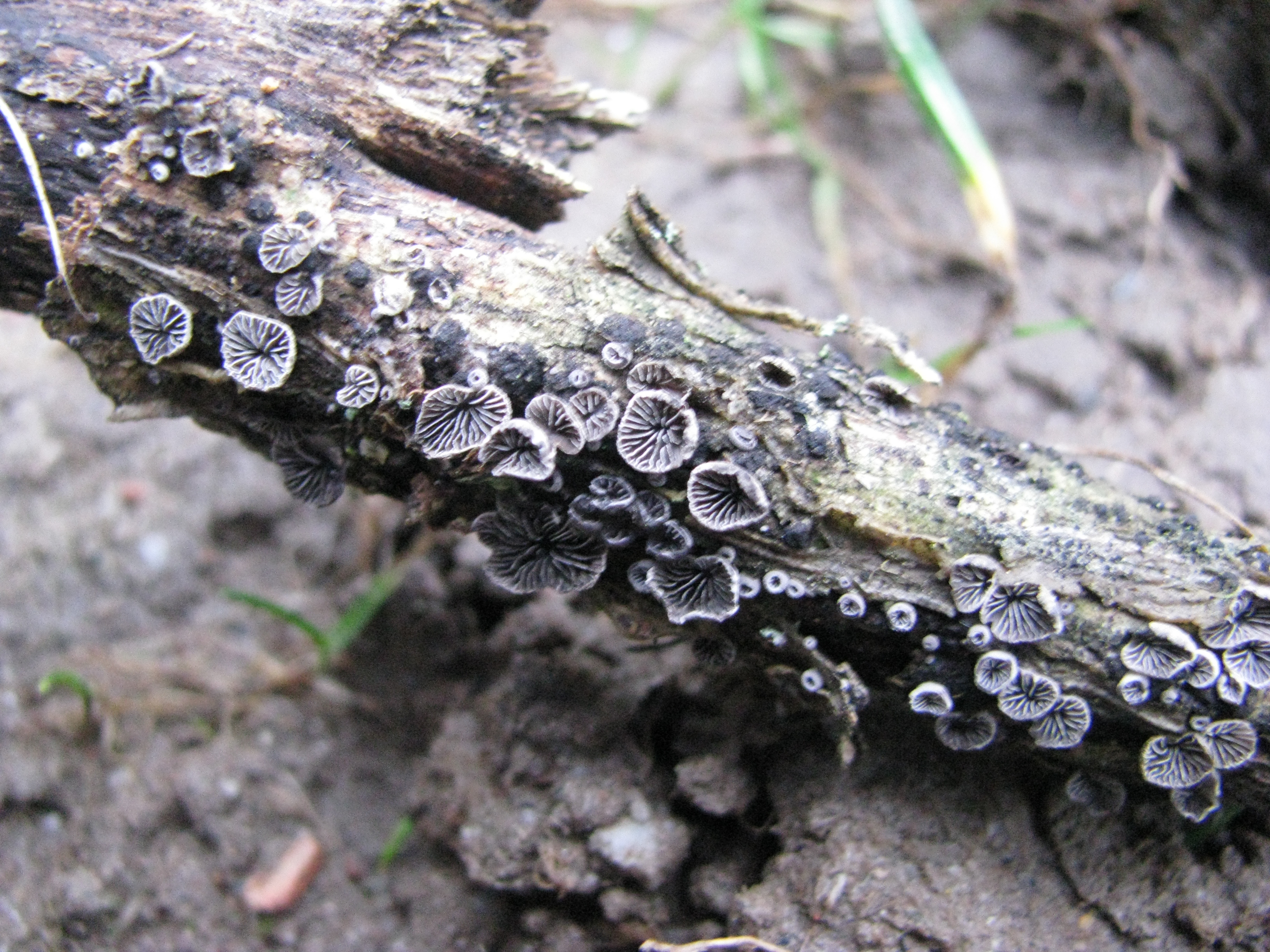
Dichtblättriger Liliputseitling (Resupinatus applicatus) resupinater Fruchtkörper